# إيمي راي
إيمي راي (بالإنجليزية: Amy Ray) هي عازفة مندولين ومنتجة أسطوانات وملحنة وكاتبة غنائية ومغنية أمريكية، ولدت في 12 أبريل 1964 في ديكاتور في الولايات المتحدة.

## وصلات خارجية
- الموقع الرسمي
- إيمي راي على موقع IMDb (الإنجليزية)
- إيمي راي على موقع ميوزك برينز (الإنجليزية)
- إيمي راي على موقع إن إن دي بي (الإنجليزية)
- إيمي راي على موقع أول ميوزيك (الإنجليزية)
- إيمي راي على موقع ديسكوغز (الإنجليزية)
- إيمي راي على موقع قاعدة بيانات الفيلم (الإنجليزية)